# Терпентинне дерево

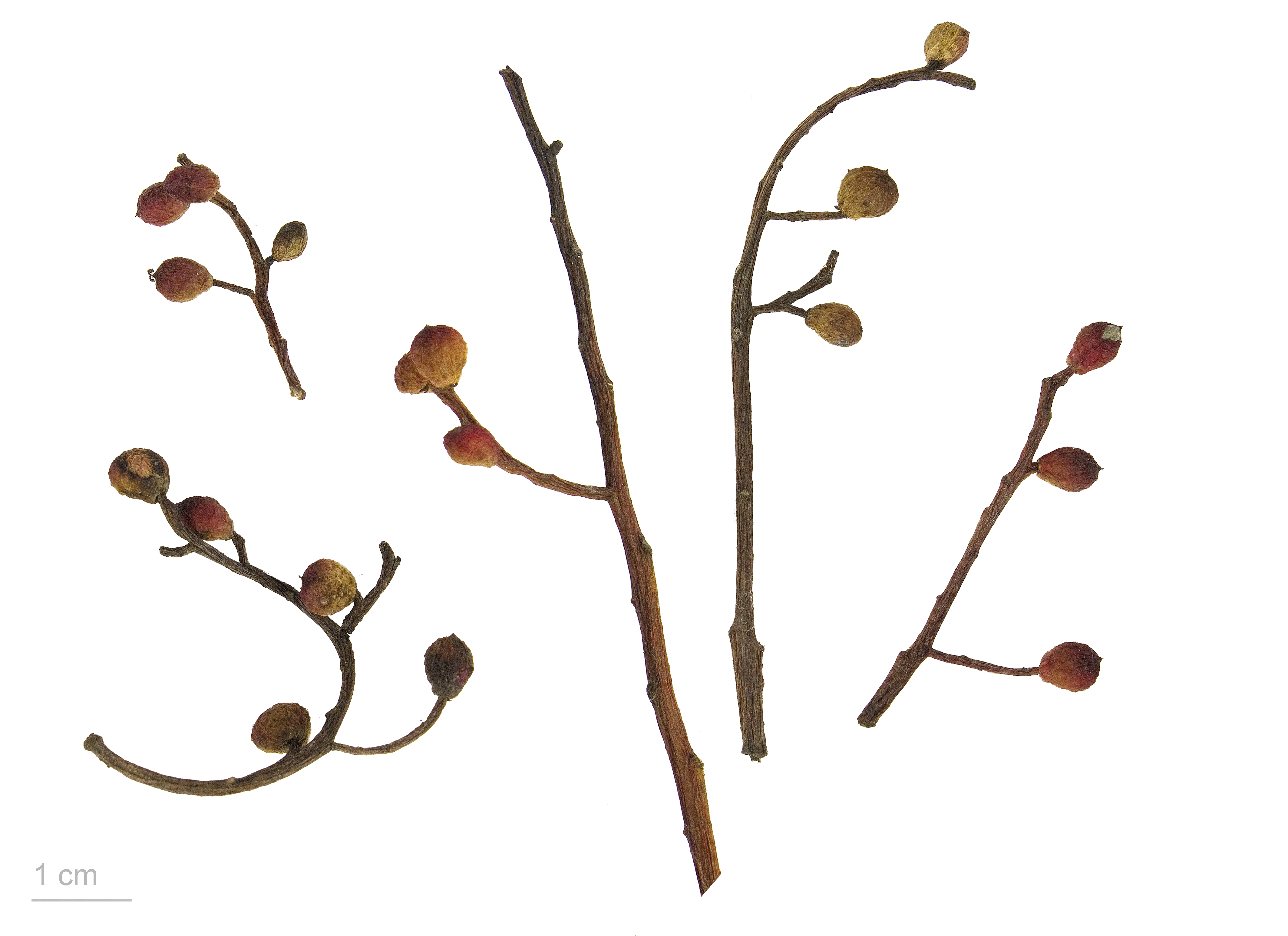
Pistacia terebinthus — Тулузький музей

Терпентинне дерево (лат. Pistacia terebinthus) — вид невеликих листопадних дерев та чагарників роду фісташкових родини сумахових.

## Опис
Великий чагарник або невелике дерево висотою близько 5 метрів, іноді до 10. Листя довжиною 10–20 см, складне, непарноперисте, містить від 3 до 9 листочків.
Квітки одностатеві, червонясто-фіолетового кольору, дрібні, зібрані у великих волотях. З'являються ранньою весною разом із новим листям. Квітка проста, складається з 2–6 листочків. Плоди — дрібні кулясті кістянки довжиною 5–7 мм, червоного кольору, чорніють при дозріванні.
Усі частини рослини мають сильний смолистий запах.

## Поширення
Природна область розповсюдження знаходиться в Середземномор'ї від Марокко та Португалії й Канарських островів, до Греції, Західної Туреччини та східного узбережжя Середземного моря — Сирії, Лівану та Ізраїлю. Трапляється на сухих схилах гір, у світлих лісах. Як правило, зростає на вапняку. Віддає перевагу відносно вологим ділянкам до 600 м у висоту.

## Застосування
Рослина вирізняється високим вмістом таніну та смолистих речовин і відома ще з давніх часів. Її ароматичні та лікувальні властивості використовувалися в медицині класичної Греції. На Кіпрі плоди використовували при випічці хліба. На Криті використовується для ароматизації місцевого сорту бренді. У Туреччині використовують для виготовлення кавоподібного напою.
Дерево служить джерелом терпеніна, який добувають підсочкою. Отримана смолка містить ефірні олії, подібні зі скипидаром.
Скипидар отримують з насіння, імовірно ця рослина служила найбільш раннім джерелом скипидару, відомим людствові. Скипидар із фісташок іще називають кіпрський або хіоський скипидар.
При дубленні шкір користають дубильні речовини, які містяться в галах, що викликаються попелицями.

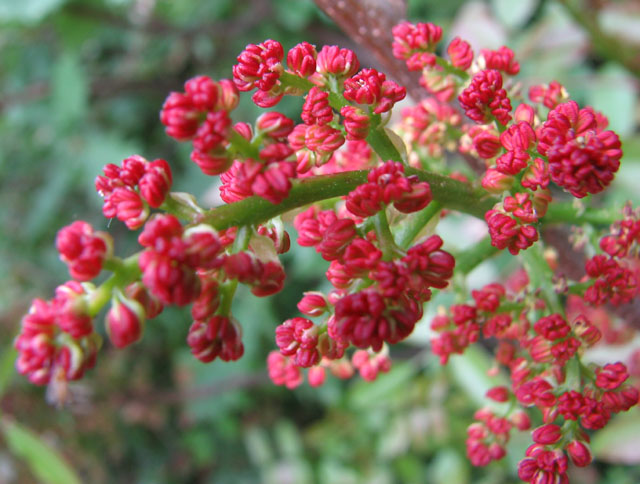

## Терпентинне дерево в Біблії
Теревинф (Ос 4:13. Іс. 6:13, Сір 25:19).

Теревинф — особливе дерево з родини фісташкових, росте в південній Європі, як невелике кустарне дерево. Але на Сході — в Палестині, Сирії, Аравії, Персії та інших східних державах теревинф є одним з найкрасивіших дерев. Густота його листя складає його красу та славу Єг. 24:19), дає влітку досконалу тінь, і тому це дерево у Св. Письмі нерідко називається гіллястим Іс. 57:5, Ос 4:13).
Найважливіше в теревинфі — це терпентинний сік, що витікає з дерева і є сортом запашної смоли. За свідченнями дослідників природи, це дерево досягає тисячолітнього віку; але і тоді, коли воно відживає свій вік, з його кореня піднімаються молоді пагони та займають місце віджилого, так що про це дерево можна сказати, що воно живе майже вічно: так і насіння святих, за словами пророка, служить на землі Божій коренем відродження нового, оновленого життя Іс. 6:13).